# Ginestell
|  | Per a altres significats, vegeu «Ginestell (desambiguació)». |

El ginestell és una mata nanofaneròfita de la família de les fabàcies. És un endemisme ibero-llevantí.

## Descripció
Arbust molt ramificat des de la base, encara que no molt consistent. Les fulles superiors de les branques floríferes són alternes, de fins a 2,5 mm d'amplària. Forma flors solitàries a l'axil·la d'una bràctea d'aspecte paregut a les fulles. Les flors són de color groc intens, amb l'estendard pilós per tot el dors. El seu període de floració s'estén de març a juny. 2n = 48.

## Distribució i hàbitat
Aquesta espècie és un endemisme que es troba al País Valencià, més concretament d'Alacant, a Múrcia i Almeria. Té una distribució mediterrània (Ibèrica).
Creix a matollars clars a terrenys secs, sobre sòls basòfils, termòfils i propers al mar que siguen sota els 350 m.

## Taxonomia
Hom pot trobar-hi les següents subespècies:
- jimenezii: aquesta és un endemisme propi del País Valencià, que només es troba a la Província d'Alacant.
- murcica: present a la Regió de Múrcia i a Almeria.